# Dungeon Keeper 2
Dungeon Keeper 2 è un videogioco strategico in tempo reale  sviluppato dalla Bullfrog Productions e pubblicato dalla Electronic Arts per PC e pubblicato nel 1999 negli USA, e nel 2000 in Europa.
Il videogioco, del tipo god game e gestionale, è il seguito del primo Dungeon Keeper e avrebbe dovuto avere un sequel, Dungeon Keeper 3, ma durante lo sviluppo il videogioco venne cancellato.
Nel 2015 la software house Brightrock Games ha pubblicato War for the Overworld, largamente ispirato a Dungeon Keeper 2 e considerato "successore spirituale" di quest'ultimo. 

## Storia
Il giocatore impersona un Guardiano (Keeper), un'entità incorporea e malvagia, dotata di poteri soprannaturali, che controlla un proprio reame sotterraneo chiamato Dungeon. Tutti i Guardiani sono stati confinati nel sottosuolo dalla potente magia dei maghi al servizio del Sovrano Reginald, e bramano portare distruzione nel mondo.
L'unico accesso al mondo di Armonia consiste in un portale presidiato dai virtuosi eroi, e attivabile solo una volta in possesso di una serie di gemme custodite dai virtuosi Signori della Terra, sparsi per tutto l'Underworld. L'obiettivo del Guardiano è dunque conquistare tutti i reami (fronteggiando spesso anche altri Guardiani rivali) e sconfiggere gli eroi, uccidendone gli ufficiali e sottraendo loro le gemme del portale che proteggono, così da portare caos e distruzione nel luminoso mondo in superficie.

## Modalità di gioco
Il potere del Guardiano è legato a una stanza particolare, chiamata "Cuore del Dungeon", da proteggere a ogni costo (pena la sconfitta) in quanto funge da collegamento tra la sua volontà e il mondo fisico. Il Cuore del Dungeon genera mana, una risorsa rinnovabile che il Guardiano può usare per lanciare vari tipi di incantesimo, e permette la creazione di folletti (estensioni dirette della sua volontà), lavoratori instancabili che si occupano di scavare gallerie, estrarre oro, rivendicare nuovi territori e rinforzare le mura. Il Guardiano deve dare istruzioni ai folletti e costruire stanze diverse per attrarre dai portali diversi tipi di creature che, in cambio di oro, tana e cibo, offrono i loro servizi peculiari; dovrà anche difendere il Dungeon costruendo trappole e porte, e preoccuparsi di tenere alto l'umore delle creature che, se inappagate, possono andarsene via, o addirittura ribellarsi e combattere contro le stesse forze del Guardiano.